# Los amantes de Teruel (ópera)

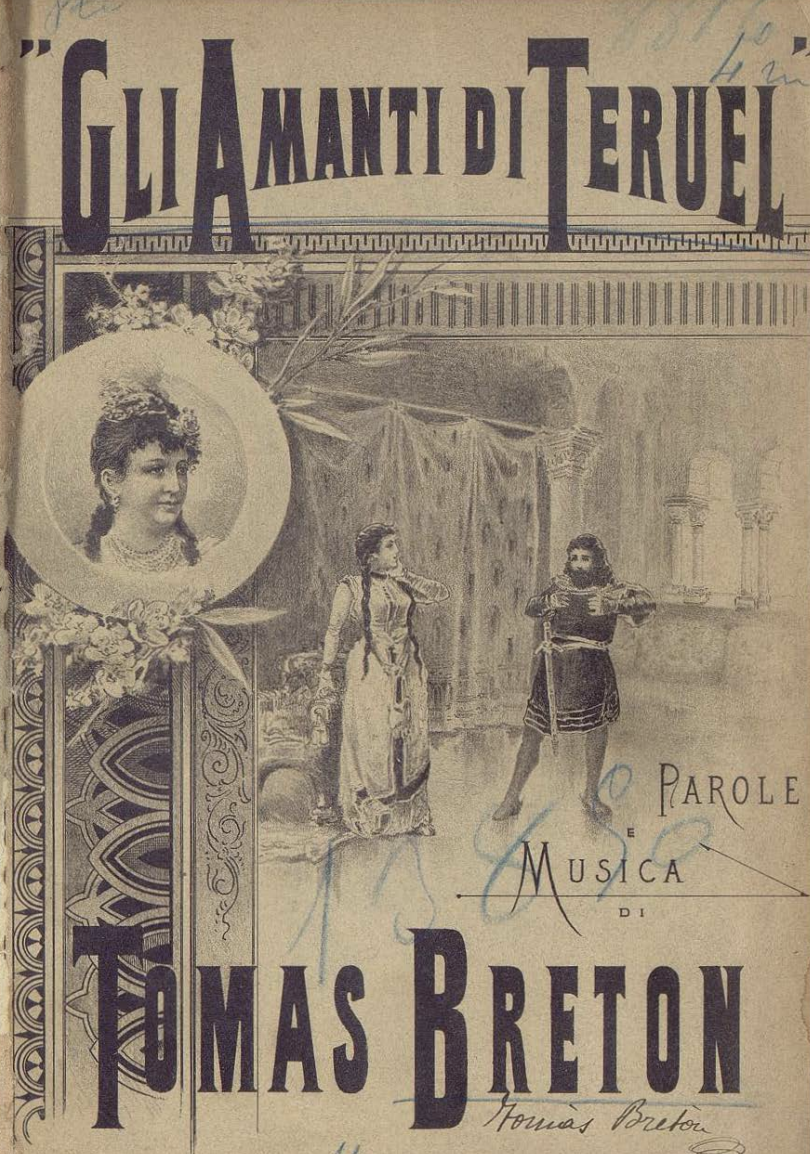
Partitura de Gli amanti di Teruel

Los amantes de Teruel (en italiano: Gli amanti di Teruel), estrenada en el Teatro Real de Madrid el 12 de febrero de 1889, es una ópera española en un prólogo y cuatro actos del compositor Tomás Bretón. El libreto pertenece a la obra Los amantes de Teruel del dramaturgo Juan Eugenio Hartzenbusch.

## Estreno
Ópera emblemática que marca uno de los mayores éxitos de la ópera española. Su estreno en italiano fue precedido de una gran polémica, que puso en evidencia los intereses en contra de la ópera en español. La noche del estreno constituyó un gran éxito, provocando un delirio que se repitió en días y temporadas posteriores. En el Teatro Real ha sido la ópera española más representada y su éxito fue repetido en el Liceo de Barcelona y en otras localidades españolas. En el extranjero se pudo ver con desigual fortuna en Praga y Viena –traducida al alemán– y en el Teatro Colón de Buenos Aires.
Tras casi cien años de olvido, la ópera se volvió a representar en 1998 con una modesta producción de la Red Española de Teatros del INAEM, estrenada en el Avilés que recorrió toda la geografía nacional: Gijón, San Sebastián, Valencia, Málaga, Jerez, Palma de Mallorca y el Teatro de la Zarzuela de Madrid, entre otros muchos sitios.

## Valoración
Primer gran éxito de Bretón, que sigue los modelos de la gran ópera de temática histórica del XIX, utilizando el conocido drama romántico de Hartzenbusch, que él mismo adaptó. Se trata de una obra de síntesis, que une las por entonces novedosas prácticas wagnerianas (como el uso de motivos recurrentes), con la tradición de la vocalidad italiana (con melodías amplias muy líricas) y el gran espectáculo de masas de la gran ópera francesa (como la escena final ante el féretro de Diego), además de algunos rasgos “españolistas” (como en la ambientación arabista). 
Bretón consigue unir todos estos dispersos –e incluso contradictorios– elementos musicales en una obra de gran calidad, que suponía un importante paso en la creación de una ópera nacional. Una obra que, según Galdós, «ya pasa de la categoría de ensayo de ópera española, y que anuncia la realización de lo que se juzgaba imposible».

## Argumento
PRÓLOGO. Gran sala en el castillo de Don Pedro en las afueras de Teruel. Don Rodrigo, consejero real, pide a Don Pedro la mano de su hija Isabel. Éste se siente halagado por la propuesta pero la rechaza ya que está comprometida con Diego Marsilla, caballero sin honores ni riquezas al que ama su hija. Finalmente, se le concede un plazo de diez años a Diego para que regrese con fortuna en la lucha contra los moros.
ACTO I. Palacio del Emir de Valencia, cinco años después. Diego ha sofocado una rebelión y en premio el Emir le concede la libertad y fortuna. Tan sólo la sultana Zulima, enamorada de Diego, se opone a su partida, encontrando un aliado en Don Rodrigo.
ACTO II. Cuadro 1º. Sala del castillo de Don Pedro. Isabel acepta su destino al ser engañada por Zulima, disfrazada de joven que le comunica que Diego ha fallecido en la lucha. Don Rodrigo se une a la comitiva y todos se dirigen al templo para celebrar la boda convenida. Cuadro 2º. Paraje en ruinas de noche cerrada, donde ha sido atado Diego para que no regresase a tiempo. Zulima le maldice su suerte y le cuenta que Isabel ya se ha casado. Una vez libre, Diego jura vengarse.
ACTO III. Sala contigua al dormitorio de Isabel y Don Rodrigo. Diego acaba de matar a su rival y acude a despedirse de su amada. Isabel, al descubrir que ha sido engañada, duda entre su pasión y sus deberes como esposa. Finalmente pide a Diego que se aleje.
ACTO IV. Interior de la iglesia donde van a celebrarse los funerales de Diego, los monaguillos y la gente comentan el trágico destino de los amantes. En medio del funeral aparece Isabel, enloquecida, que besa el rostro del cadáver y cae muerta. Todos ruegan por el eterno descanso de los amantes.

## Personajes
| PERSONAJES  | VOZ          |
| ----------- | ------------ |
| Isabel      | Soprano      |
| Diego       | Tenor        |
| Zulima      | Contralto    |
| Don Rodrigo | Barítono     |
| Don Pedro   | Bajo         |
| Adel        | Tenor ligero |
| Emir        | Barítono     |
| Un corifeo  | Tenor        |
| Un moro     | Barítono     |
| Damas       |              |
| Odaliscas   |              |
| Doncellas   |              |
| Villanas    |              |
| Aldeanas    |              |
| Clero       |              |
| Frailes     |              |
| Caballeros  |              |
| Guerreros   |              |
| Cazadores   |              |
| Villanos    |              |
| Aldeanas    |              |
| Monaguillos |              |